# Peyrelevade
Peyrelevade é uma comuna francesa na região administrativa da Nova Aquitânia, no departamento de Corrèze. Estende-se por uma área de 66,43 km². Em 2010 a comuna tinha 851 habitantes (densidade: 12,8 hab./km²).